# Anomala spiloptera
Anomala spiloptera är en skalbaggsart som beskrevs av Hermann Burmeister 1855. Anomala spiloptera ingår i släktet Anomala och familjen Rutelidae. Inga underarter finns listade i Catalogue of Life.